# Куинто-ди-Тревизо
Куинто-ди-Тревизо (итал. Quinto di Treviso) — коммуна в Италии, располагается в провинции Тревизо области Венеция.
Население составляет 9286 человек, плотность населения составляет 516 чел./км². Занимает площадь 18 км². Почтовый индекс — 31055. Телефонный код — 0422.
Покровителем коммуны почитается святой Валентин Интерамнский, празднование 14 февраля.